# Dolna Lipnița, Veliko Tărnovo
Dolna Lipnița (în bulgară Долна Липница) este un sat în comuna Pavlikeni, regiunea Veliko Tărnovo,  Bulgaria. 

## Demografie
Componența etnică a satului Dolna Lipnița
     Romi (2,89%)
     Bulgari (95,45%)
     Nicio identificare (1,1%)
     Altele (0,55%)
La recensământul din 2011, populația satului Dolna Lipnița era de 726 locuitori. Din punct de vedere etnic, majoritatea locuitorilor (95,45%) erau bulgari, cu o minoritate de romi (2,89%). Pentru 1,1% din locuitori nu este cunoscută apartenența etnică.